# Melita Švob
Melita Švob (* 17. Juli 1931 in Zagreb, Königreich Jugoslawien) ist eine kroatische Biologin und Wissenschaftlerin.

## Leben
Melita Švobs Familie gehörte der Mittelschicht an. Als Kind erlebte sie den Zweiten Weltkrieg, den Holocaust und das NDH-Regime Kroatiens. Sie überlebte den Schrecken und die Wirren des Weltkriegs unter falscher Identität, zudem musste sie sich in den Kriegsjahren fortwährend verstecken.
Nach dem Ende des Kriegs erhielt sie zunächst ihre Schulausbildung am Partisanengymnasium in Zagreb. Sie beendete erfolgreich die Regelschule, danach studierte sie Biologie an der Naturwissenschaftlichen Fakultät der Universität Zagreb und schloss dieses Studium ebenfalls erfolgreich ab.
Sie heiratete kurz danach den Biologen Tvrtko Švob. Im Jahre 1956 zog sie aus Zagreb nach Ljubljana um und arbeitete dort im Krankenhaus für Onkologie. Nach vierjähriger Tätigkeit zog sie gemeinsam mit ihrem Ehemann nach Sarajevo, wo sie an der Fakultät für Medizin als Assistentin im Bereich der Histologie und Embryologie tätig wurde.
1964 erlangte sie ebenda ihr Doktorat. Von 1964 bis in das Jahr 1979 arbeitete Švob im Institut für Haut- und Geschlechtskrankheiten. Danach gründete sie das histopathologische Forschungslabor und spezialisierte sich in diesem Bereich 1968/1969 in den USA.
Švob arbeitete an vielen Projekten, veröffentlichte Bücher und publizierte Fachliteratur. 1977 zog sie mit ihrer Tochter Dubravka nach Tuzla um. Sie gründete die Medizinische Fakultät der Universität Tuzla und wurde Professorin für Histologie und Embryologie. Sie kehrte mit ihrer Tochter nach Zagreb zurück, war als Dozentin an der Medizinischen Fakultät von Tuzla und in Split im Bereich Theoretische Biologie tätig.
Seit dem Jahr 1979 arbeitete sie am Zagreber Institut für Migration und Volkskunde, bis in das Jahr 1999. Zudem war sie von 1979 bis 1999 Präsidentin des Naturwissenschaftrates. Im Jahre 2000 wurde sie emeritiert. In der Jüdischen Gemeinde Zagreb gründete sie im selben Jahr das Forschungs- und Dokumentationszentrum CENDO. Sie ist Präsidentin der Union Jüdischer Frauen von Kroatien.